# Дрейпер, Грег
Грег Дрейпер (англ. Greg Draper; род. 13 августа 1989, Чард, Сомерсет) — новозеландский футбольный нападающий и тренер. Ныне тренер молодёжи валлийского клуба «Нью-Сейнтс». Сыграл один матч за сборную Новой Зеландии. Участник летних Олимпийских игр 2008.

## Биография
В возрасте 12 лет переехал вместе с семьёй в Новую Зеландию.

### Клубная карьера
Профессиональную карьеру начал в сезоне 2006/07 в команде «Кентербери Юнайтед», за которую сыграл 9 матчей и забил 4 гола в чемпионате Новой Зеландии. В 2007 году подписал контракт с «Веллингтон Феникс», новозеландским клубом, выступающем в чемпионате Австралии, но в его составе провёл лишь 2 матча. В 2009 стал игроком клуба «Мельбурн Найтс» из Премьер-лиги штата Виктория. Затем выступал за новозеландский «Тим Веллингтон».
В 2010 году Дрейпер вернулся в Англию, где отыграл сезон за клуб шестой по значимости лиги «Бейзингсток Таун». В 2011 году перешёл в клуб из чемпионата Уэльса «Нью-Сейнтс». Начиная с сезона 2011/12, его клуб становился чемпионом Уэльса в каждом из сезонов, а сам Дрейпер дважды был лучшим бомбардиром валлийской лиги. Также, вместе с командой, он каждый год принимает участие в ранних стадиях Лиги чемпионов УЕФА, но без особого успеха.

### Карьера в сборной
В 2007 году в составе молодёжной сборной Новой Зеландии принимал участие в чемпионате мира среди молодёжных команд в Канаде, где сыграл во всех трёх матчах группового этапа, но занял с командой последнее место в группе. В 2008 году он представлял Новую Зеландию на летних Олимпийских играх в Пекине, где сыграл в двух матчах, но вновь занял со сборной последнее место в группе. Осенью того же года Дрейпер сыграл свой единственный матч за основную сборную Новой Зеландии против сборной Фиджи.

## Достижения
Сборная Новой Зеландии
- Победитель Кубка наций ОФК: 2008

«Нью-Сейнтс»
- Чемпион Уэльса (8): 2011/2012, 2012/2013, 2013/2014, 2014/2015, 2015/2016, 2016/2017, 2017/2018, 2018/2019
- Обладатель Кубка Уэльса (5): 2011/2012, 2013/2014, 2014/2015, 2015/2016, 2018/2019
- Обладатель Кубка валлийской футбольной лиги (4): 2014/2015, 2015/2016, 2016/2017, 2017/2018

### Личные достижения
- Лучший бомбардир чемпионата Уэльса: 2017/2018 (22 гола), 2018/2019 (27 голов)